# Glina (wieś w powiecie ostrowskim)
Glina – wieś sołecka w Polsce, położona w województwie mazowieckim, w powiecie ostrowskim, w gminie Małkinia Górna.
| SIMC    | Nazwa          | Rodzaj    |
| ------- | -------------- | --------- |
| 0514259 | Bielawy        | część wsi |
| 0514265 | Glina Nadbużna | część wsi |

W latach 1975–1998 miejscowość należała administracyjnie do województwa ostrołęckiego.
Wierni Kościoła rzymskokatolickiego należą do parafii św. Andrzeja Apostoła w Broku.

## Zobacz też

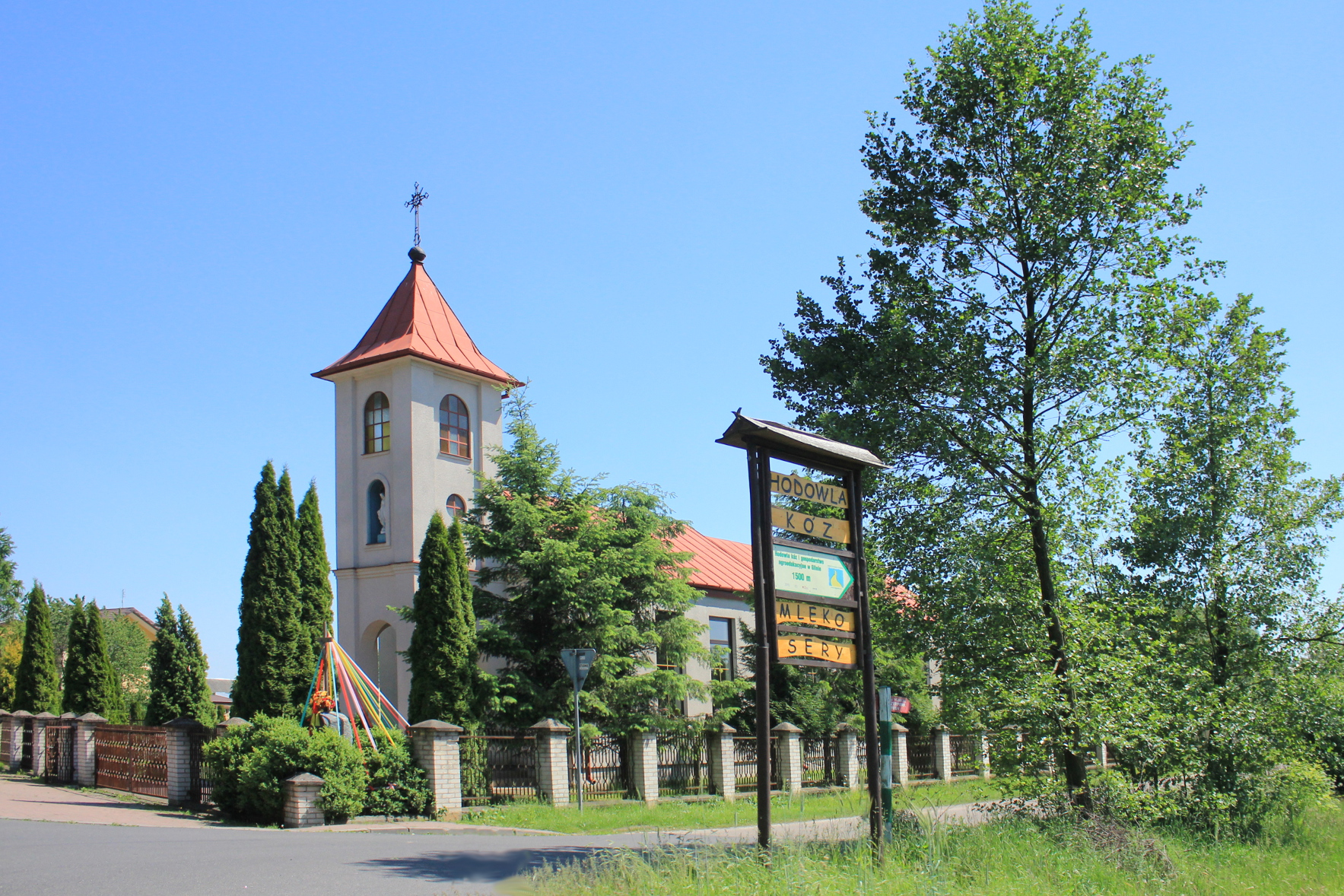
Kaplica w Glinie